# Толмачёв, Андрей Андреевич
Андре́й Андре́евич Толмачёв (лат. Andris Tolmačovs; род. 11 января 1973, Рига) — депутат Восьмого Сейма Латвии от ЗаПЧЕЛ (2002—2006).

## Биография
1992—2002 — директор индивидуального предприятия «TOLAN».
1994—1995 — управляющий филиалом ООО «ATG-BALTIC» в Латвии.
1998—2002 — специалист по маркетингу ООО «L-TRADING».
1999 — вступил в партию Равноправие.
2002 — избран в Восьмой Сейм Латвии.
2003 — как представитель жителей города Олайне участвует в заседании Конституционного суда, на котором решался вопрос о законности размещения в городе печи для опасных отходов. Заканчивает факультет экономики и управления Латвийского университета. Становится членом правления и руководителем Олайнского отделения партии.
2004 — один из организаторов акций Штаба защиты русских школ, устраивает тематические встречи с избирателями. Стал главным редактором сайта ЗаПЧЕЛ.
2006—2007 — член Координационного совета ЗаПЧЕЛ.
C 2009 по 2013 год — депутат Олайнской думы.